# Kirk Smeaton
Kirk Smeaton is een civil parish in het bestuurlijke gebied Selby, in het Engelse graafschap North Yorkshire. In 2001 telde het dorp 344 inwoners.